# 6-Pak
6-Pak è una serie di tre raccolte di videogiochi pubblicate nel 1987-1988 per Amstrad CPC, Commodore 64 e ZX Spectrum 48k dalla Hit-Pak, un marchio della Elite Systems dedicato alle riedizioni.
Le raccolte uscirono su cassetta e su floppy disk e ognuna contiene, tranne poche eccezioni, sei titoli di vario genere già pubblicati in precedenza dalla Elite o da altri editori.
Il nome è una storpiatura dell'inglese "six pack" ("pacco da sei"), in riferimento all'espressione comune per la confezione da sei di bevande.
Il titolo 6-PAK venne usato anche da una raccolta per Mega Drive (Sega, 1995), che non ha alcun legame con le precedenti.

## Videogiochi

### 6-Pak
La prima raccolta, intitolata 6-Pak o 6-Pak Vol. 1 (volume 1) in copertina a seconda delle edizioni, uscì nel 1987. I giochi in realtà sono 7, dei quali Duet viene presentato come un extra in omaggio. Duet era inedito; era stato annunciato già da tempo, inizialmente con il titolo Commando 86, ma uscì solo in questa raccolta.
- 1942
- Duet
- Fighting Warrior
- Jet Set Willy II
- The Sacred Armour of Antiriad
- Scooby-Doo
- Split Personalities

### 6-Pak Vol. 2
La seconda raccolta, intitolata 6-Pak Vol. 2 in copertina, uscì nel 1987. Batty era un gioco inedito, che soltanto in seguito uscì anche come titolo a sé stante.
- ACE
- Batty
- International Karate
- Into the Eagle's Nest
- Lightforce
- Shockway Rider

### 6-Pak Vol. 3
La terza raccolta, intitolata 6-Pak Vol. 3 in copertina, uscì nel 1988. L'edizione francese su disco per Amstrad CPC comprende in realtà solo 5 giochi, poiché manca Escape from Singe's Castle.
- Dragon's Lair
- Dragon's Lair II: Escape from Singe's Castle
- Enduro Racer
- Ghosts 'n Goblins
- The Living Daylights
- Paperboy

## Accoglienza
Tutte le tre raccolte nelle versioni per tutti i computer ottennero quasi sempre giudizi molto buoni dalla stampa europea di settore dell'epoca, tra cui un titolo di Monster Hit da ZX Computing al Volume 1 (ZX Spectrum), un ASM Hit da Aktueller Software Markt al Volume 2 (Commodore 64) e un Best Buy di Your Sinclair al Volume 2 (ZX Spectrum). Non tutti i giochi contenuti venivano sempre considerati di buon livello, ma le raccolte complessivamente apparivano ottime per il loro prezzo, che corrispondeva all'incirca a quello di un gioco nuovo di fascia alta. Un raro giudizio poco entusiasta fu quello di Zzap! che assegnò il voto 59% al Volume 3 (Commodore 64).